# رودوزی
رودوزی هنر تزیین پارچه با استفاده از سوزن و قلاب ، به کمک نخ های رنگین است. ارزش بالای این هنر علاوه بر دست دوز بودن آن توسط دختران و زنان همچنین به علت حفظ طرح و نقش‌های اصیل سنتی ایرانی‌ست.
هنر رودوزی ایرانی به پنج دسته مختلف تقسیم می شود. 1.هنر رودوزی با نخ های رنگین که شامل:برودری دوزی ، قلاب دوزی ، نقش دوزی و ابریشم دوزی ست.2. رودوزی با زمینه پر شامل:پته دوزی ، بخارا دوزی و سوزن دوزی بلوچ است. 3.رودوزی با حذف تار و پود مانند : چشمه دوزی ، سکمه دوزی ،شبکه یا ژوردوزی ،سیاه دوزی سیستان ،خامه دوزی سیستان. 4.رودوزی با افزونه های تزئینی مانند : ملیله دوزی ، نقده دوزی ، ده یک دوزی و گلابتون دوزی 5. رودوزی های تلفیقی مانند: سکه دوزی ، ابریشم دوزی ، خوس دوزی ، آجیده دوزی ، بخارا دوزی و گلابتون دوزی  و ...

## تاریخچه
رو دوزی و تولید پارچهٔ زر بفت در ایران پیشینه یی در حدود سدهٔ سوم پیش از میلاد دارد . ایرانیان با نخ زرین تصویر برگ مو و پیچک را بر روی پارچهٔ پشمی دوخته و در قرن‌های بعد سوزن دوزی‌ های بیزانس تقلیدی از تولیدات ایرانی بود .